# Taylor-Schechter 12.182

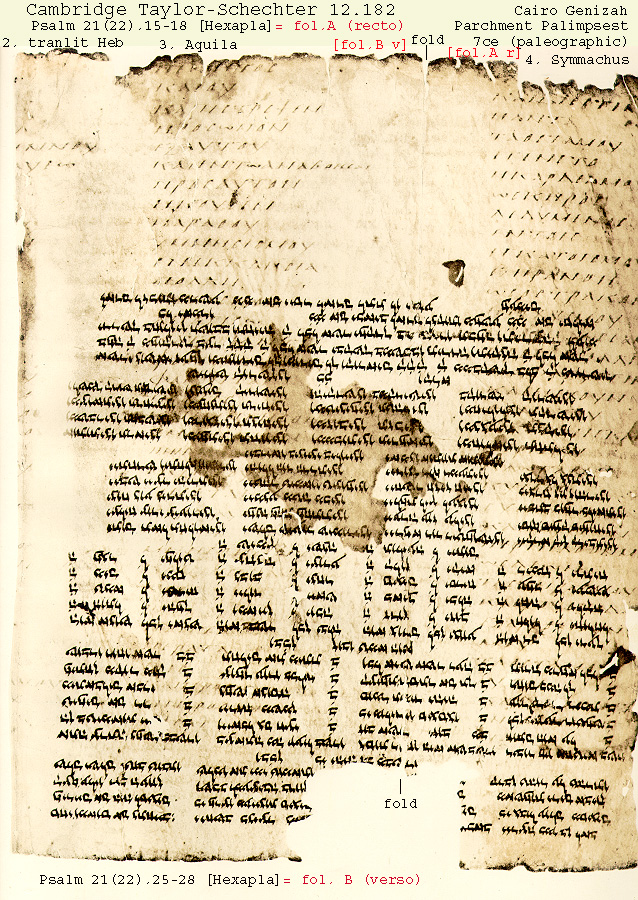
Taylor-Schechter 12.182

La sigla Taylor-Schechter 12.182 (T-S 12.182, anche denominato TM nr. 62326 e LDAB id: 3490) designa un antico manoscritto scritto in pergamena in forma codex. Si tratta di un palinsesto di una copia di lavoro del Origene chiama exapla, risalente al VII secolo E.V. Exapla è stata completata prima della fine dell'anno 240 E.V.

## Storia
I frammenti proviene dall'Egitto, sono stati pubblicati da C. Taylor nella sua opera Ebraico greci Cairo Genizah palinsesti, Cambridge, 1900, pp. 54–65.

## Descrizione
contiene il Libro dei Salmi 22 (LXX 21): 15-18 fol. A recto,19-24 e 25-28 fol. B verso. Il manoscritto è scritto in koinè greca, e il nome divino è notevole, contiene il tetragramma in caratteri greci "Pipi" (ΠΙΠΙ).

## Luogo attuale
Oggi è conservato presso Biblioteca dell'Università di Cambridge come parte della Taylor-Schechter Collection (Inv. Cambridge, University Library Taylor-Schechter 12.182)